# Romain Bussine
Romain Bussine (* 4. November 1830 in Paris; † 21. Oktober 1899 ebenda) war ein französischer Opernsänger (Bariton), Gesangspädagoge und Lyriker.

## Leben
Der Bruder des Baritons Prosper-Albert Bussine studierte am Pariser Konservatorium bei Manuel Garcia und Marie Moreau-Sainti. Er begann eine Laufbahn als Sänger an der Opéra-Comique und sang unter anderem 1870 den Oberpriester in Camille Saint-Saëns’ Oper Samson et Dalila. 1877 übernahm er eine Professur am Conservatoire de Paris, die er bis zu seinem Tode innehatte. 1872 gründete er die Société Nationale de Musique (mit dem Motto ars gallica), deren Präsident er bis 1886 war. Daneben war er auch als Lyriker aktiv. Einige seiner Gedichte (Après un Rêve und Sérénade Toscane) wurden von seinem Freund Gabriel Fauré vertont.